# Newcomb Cleveland Prize
Der Newcomb Cleveland Prize ist eine annähernd jedes Jahr vergebene Auszeichnung der American Association for the Advancement of Science (AAAS) für herausragende Veröffentlichungen in der Fachzeitschrift der AAAS, Science. Zunächst ab 1923 als AAAS Thousand Dollar Prize bezeichnet, wurde die Auszeichnung 1951 nach dem Tod des bis dahin anonymen Stifters, Newcomb Cleveland, nach diesem benannt.
Der Preis wird auf der Jahrestagung der AAAS verliehen und ist (Stand 2015) mit 25.000 US-Dollar dotiert. Die Preisträger erhielten bis 2021 zusätzlich eine Medaille aus Bronze. Aktueller Sponsor (Stand 2015) ist der Fodor Family Trust.

## Preisträger
Angegeben ist jeweils der Hauptautor, unter Umständen auch weitere Autoren in Klammern. Vor 1975 wurde der Preis für eine Arbeit verliehen, die auf einem Treffen der AAAS vorgelegt wurde. Bei den nachfolgenden Preisträgern ist das Datum der Veröffentlichung in Science angegeben.
- 1923 Leonard Eugene Dickson für On the Theory of Numbers and Generalized Quaternions.
- 1924 Lemuel Roscoe Cleveland für The ability of termites to live perhaps indefinitely on a diet of pure cellulose und The effects of starvation and oxygenation on the symbiosis between termites and their intestinal protozoa, together with the toxicity of oxygen for free-living and parasitic protozoa.
- 1924 Edwin P. Hubble für Cepheids in Spiral Nebulae
- 1925 Dayton C. Miller für The Michelson-Morley Ether Drift Experiment, its History and Significance.
- 1926 George David Birkhoff für A Mathematical Critique of Some Physical Theories.
- 1927 Hermann Joseph Muller für Effects of X-Radiation on Genes and Chromosomes.
- 1928 Oliver Kamm für Hormones from the Pituitary Gland.
- 1929 Arthur J. Dempster für Reflection of Protons from Crystals.
- 1930 Merle A. Tuve, Lawrence Hafstad, Odd Dahl für Experiments with High Voltage Tubes.
- 1931 Carl Caskey Speidel für Studies of Living Nerves II. Activities of Amoeboid Growth Cones, Sheath Cells and Myelin Segments, as Revealed by Prolonged Observation of Individual Fibers in Frog Tadpoles.
- 1932 Henry Eyring für Quantum Mechanics of Conjugate Double Bonds.
- 1933 Reuben L. Kahn für Tissue Reactions in Immunity.
- 1934 Vern O. Knudsen für The Absorption of Sound in Gases.
- 1935 P. W. Zimmerman, A. E. Hitchcock für The Initiation and Growth of Secondary Roots Induced by Growth Substances.
- 1936 Wendell M. Stanley für Chemical Studies of the Virus of Tobacco Mosaic.
- 1937 Philip R. White für Root Pressure: An Unappreciated Force in Sap Movement.
- 1938 Norman R. F. Maier für Experimentally Produced Neurotic Behavior in the Rat.
- 1939 Isidor Isaac Rabi für Radio Frequency Spectra of Atoms and Molecules.
- 1940 Dennis R. Hoagland, Daniel I. Arnon für Availability of Nutrients with Special Reference to Physiological Aspects.
- 1941 Dugald E. S. Brown, Frank H. Johnson, Douglas A. Marsland für The reversible denaturation of enzymes as a determining factor in the reaction of biological systems to temperature and pressure und The mechanism of temperature and hydrostatic pressure reversal of narcosis in luminous bacteria.
- 1946 Tracy M. Sonneborn, Winifred Jacobson, Ruth V. Dippell für Paramecin 51, an antibiotic produced by Paramecium Aurelia; amounts released from killers and taken up by sensitives; conditions protecting sensitives, Tracy Sonneborn, Ruth V. Dippell für The significance of race 31 as a link between group A and B varieties of P. aurelia, Quentin M. Geiman, Ralph W. McKee für Cultural Studies on the Nutrition of Malarial Parasites.
- 1947 Harrison S. Brown für Elements in Meteorites and the Earth's Origin.
- 1949 Armin C. Braun für Thermal Inactivation Study on the Tumor-inducing Principle in Crown Gall.
- 1950 Carroll M. Williams für An experimental analysis of the spinning behavior of the Cecropia silkworm (mit William Van der Kloot), The respiration of the Cecropia silkworm in the presence of high pressures of carbon monoxide (mit Howard A. Schneiderman, Ned Feder) und The moulting-fluid of the Cecropia silkworm (mit Janet V. Passoneau)
- 1951 J. Lawrence Kulp für Natural Radiocarbon Measurements.
- 1952 Andrew Gleason für Natural Coordinate Systems.
- 1953 Barry Commoner für Studies on the Biosynthesis of Tobacco Mosaic Virus.
- 1954 Daniel H. Alpert für Experiments at Very Low Pressures.
- 1955 Seymour S. Cohen für Molecular Bases of the Parasitism of Some Bacterial Viruses.
- 1956 James Olds für Effects of Hunger, Sex, and Tranquilizers on Localized Reward Systems in the Brain.
- 1956 Neal E. Miller für Learning and Performance Motivated by Direct Stimulation of the Brain. ,” and
- 1957 Martin Schwarzschild, J. B. Rogerson, J. W. Evans für Solar Photographs from 80,000 Feet.
- 1958 Jerzy Neyman, Elizabeth L. Scott für On Certain Stochastic Models of Population Dynamical Phenomena.
- 1959 Edward Anders für Meteorites and Asteroids.
- 1960 Halton C. Arp für The Stellar Content of Galaxies.
- 1961 Richard D. Alexander für The Role of Behavioral Study in Cricket Classification.
- 1962 J. F. Evernden, Garness H. Curtis für The Dating of Early Man and His Cultures by the Potassium-Argon Method.
- 1963 Jonathan W. Uhr für The Heterogeneity of the Immune Response.
- 1964 John Papaconstantinou für Protein and Nucleic Acid Changes in the Differentiation of Lens Cells.
- 1965 David S. Hogness für The Structure and Function of the DNA from Bacteriophage Lambda.
- 1966 Michael K. Reedy für Cross Bridges and Periods in Insect Flight Muscle.
- 1967 Thomas Eisner für Cross-Specific Chemical Communication.
- 1967 Edward O. Wilson für Recent Advances in Chemical Communication.
- 1968 Joel L. Rosenbaum für Control of Protein Synthesis in Flagellar Growth-
- 1969 Cornelia P. Channing für Control of Luteinization in Granulosa Cell Cultures.
- 1970 James W. Truman für The Eclosion Hormone: Its Release by the Brain and Its Action on the Central Nervous Systems of Silkmoths.
- 1971 Alan Gelperin für Neural Control Systems of Underlying Insect Feeding Behavior.
- 1972 Bruce Carlson für Morphogenetic Interactions between Skin and Underlying Tissues during Limb Regeneration.
- 1974 Amos Nur für  Origin of Velocity Changes before Earthquakes: The Dilatancy Diffusion Hypothesis and Its Confirmation.
- 1977 Wissenschaftler der Viking-Mission veröffentlicht in Science 27. August 1976, 1. Oktober 1976 und 17. Dezember 1976
- 1978 Eric I. Knudsen, Masakazu Konishi, John D. Pettigrew für Receptive Fields of Auditory Neurons in the Owl, Science, 23. Dezember 1977, S. 1278–1280 und Eric I. Knudsen und Masakazu Konishi für A Neural Map of Auditory Space in the Owl, Science, 19. Mai 1978, S. 795–797.
- 1979 Stanton J. Peale, Patrick M. Cassen, Ray T. Reynolds für Melting of Io by Tidal Dissipation, Science, 2. März 1979, S. 892–894.
- 1980 F. N. Spiess, C. Rangin et al. (Tanya Atwater) für East Pacific Rise: Hot Springs and Geophysical Experiments, Science, 28. März 1980, S. 1421–1433.
- 1981 Robert Axelrod, William D. Hamilton für The Evolution of Cooperation, Science, 27. März 1981, S. 1390–1396.
- 1982 Dennis G. Kleid et al. (Howard L. Bachrach) für Cloned Viral Protein Vaccine for Foot-and-Mouth Disease: Responses in Cattle and Swine, Science, 4. Dezember 1981, S. 1125–1129
- 1983 Gerald M. Rubin, Allan C. Spradling für Genetic transformation of Drosophila with transposable element vectors, Science, 22. Oktober 1982, S. 348–353 und für Transposition of cloned P Elements into Drosophila germ line chromosomes, Science, 22. Oktober 1982, S. 341–347
- 1984 Sally M. Rigden, Thomas J. Ahrens, Edward M. Stolper für Densities of liquid silicates at high pressures, Science, 30. November 1984, S. 1071–1074.
- 1985 James M. Hogle, Marie Chow, David J. Filman für Three-Dimensional Structure of Poliovirus at 2.9 Å Resolution, Science, 27. September 1985, S. 1358–1365.
- 1986 Thomas R. Cech, Arthur J. Zaug für The Intervening Sequence RNA of Tetrahymena Is an Enzyme, Science, 31. Januar 1986, S. 470–475
- 1986 Jeremy Nathans, Darcy Thomas, David S. Hogness für Molecular genetics of human color vision: the genes encoding blue, green, and red pigments, Science, 11. April 1986, S. 193–202
- 1986 Jeremy Nathans, David S. Hogness u. a. für Molecular genetics of inherited variation in human color vision, Science, 11. April 1986, S. 203–210.
- 1987 Mario J. Molina, Frank C.-Y. Wang für Antarctic Stratospheric Chemistry of Chlorine Nitrate, Hydrogen Chloride, and Ice: Release of Active Chlorine, Science, 27. November 1987, S. 1253–1257.
- 1988 Margaret A. Tolbert, David M. Golden u. a. für Reaction of Chlorine Nitrate with Hydrogen Chloride and Water at Antarctic Stratospheric Temperatures, Science, 27. November 1987, S. 1258–1260.
- 1989 William H. Landschulz, Peter F. Johnson, Steven L. McKnight für The Leucine Zipper: A Hypothetical Structure Common to a New Class of DNA Binding Proteins, Science, 24. Juni 1988, S. 1759–1764 und The DNA Binding Domain of the Rat Liver Nuclear Protein C/EBP Is Bipartite, Science, 31. März 1989, S. 1681–1688.
- 1990 Margaret J. Geller, John P. Huchra für Mapping the Universe, Science, 17. November 1989, S. 897–903.
- 1991 Stephen P. Fodor, Lubert Stryer, Dennis Solas u. a. für Light-Directed, Spatially Addressable Parallel Chemical Synthesis, Science, 15. Februar 1991, S. 767–773.
- 1992 Paul D. Quay, Bronte Tilbrook, C. S. Wong für Oceanic Uptake of Fossil Fuel CO2; Carbon-13 Evidence, Science, 3. April 1992, S. 74–79.
- 1993 Michael J. Mahan, John J. Mekalanos et al. für Selection of Bacterial Virulence Genes That Are Specifically Induced in Host Tissues, Science, 29. Januar 1993, S. 686–688.
- 1994 Michael F. Crommie, Donald M. Eigler et al.  für Confinement of Electrons to Quantum Corrals on a Metal Surface, Science, 8. Oktober 1993, S. 218–220
- 1994 Jerome Faist, Alfred Y. Cho et al. für Quantum Cascade Laser, Science, 22. April 1994, S. 553–556.
- 1995 Georg Halder, Walter J. Gehring et al. für Induction of Ectopic Eyes by Targeted Expression of the eyeless Gene in Drosophila, Science, 24. März 1995, S. 1788–1792.
- 1996 Michael H. Anderson, Eric A. Cornell et al. für Observation of Bose-Einstein Condensation in a Dilute Atomic Vapor, Science, 14. Juli 1995, S. 198–201 and
- 1996 Yu Feng, Edward A. Berger et al. für HIV-1 Entry Cofactor: Functional cDNA Cloning of a Seven-Transmembrane, G Protein-Coupled Receptor, Science, 10. Mai 1996, S. 872–877.
- 1997 Oded Livnah, Ian A. Wilson et al. für Functional Mimicry of a Protein Hormone by a Peptide Agonist: The EPO receptor Complex at 2.8 Å, Science, 26. Juli 1996, S. 464–471.
- 1997 Nicholas C. Wrighton, William J. Dower et al. für Small peptides as Potent Mimetics of the Protein Hormone Erythropoietin, Science, 26. Juli 1996, S. 458–463 and
- 1998 Declan A. Doyle, Roderick MacKinnon u. a. für The Structure of the Potassium Channel: Molecular Basis of K+ Conduction and Selectivity, Science, 3. April 1998, S. 69–77
- 1998 Roderick McKinnon, Brian T. Chait u. a. für Structural Conservation in Prokaryotic and Eukaryotic Potassium Channels, Science, 3. April 1998, S. 106–109.
- 1999 Norman Murray, Matthew J. Holman für The Origin of Chaos in the Outer Solar System, Science, 19. März 1999, S. 1877–1881.
- 2000 Mark D. Adams, J. Craig Venter für The Genome Sequence of Drosophilia melanogaster, Science, 24. März 2000, S. 2185–2195.
- 2001 Nenad Ban, Thomas A. Steitz et al. für The Structural Basis for Ribosome Activity in Peptide Bond Synthesis, Science, 11. August 2000, S. 920–930 und für The Complete Atomic Structure of the Large Ribosomal Subunit at 2.4 Å Resolution, Science, 11. August 2000, S. 905–920
- 2001 Marat M. Yusupov, Harry F. Noller et al. für Crystal Structure of the Ribosome at 5.5 Å Resolution, Science, 4. Mai 2001, S. 883–896.
- 2002 Rosalind C. Lee, Victor Ambros für An Extensive Class of Small RNAs in Caenorhabditis elegans, Science, 26. Oktober 2001, S. 862–864.
- 2002 Nelson C. Lau, David P. Bartel et al. An Abundant Class of Tiny RNAs with Probable Regulatory Roles in Caenorhabditis elegans, Science, 26. Oktober 2001, S. 858–862
- 2002 Mariana Lagos-Quintana, Thomas Tuschl et al. für Identification of Novel Genes Coding for Small Expressed RNAs, Science, 26. Oktober 2001, S. 853–858
- 2003 Ira M. Hall, Shiv I. S. Grewal et al.  für Establishment and Maintenance of a Heterochromatin Domain, Science, 27. September 2002, S. 2232–2236.
- 2003 Thomas A. Volpe, Robert A. Martienssen et al. für Regulation of Heterochromatic Silencing and Histone H3 Lysine-9 Methylation by RNAi, Science, 13. September 2002, S. 1833–1837
- 2004 Brian Kuhlman et al. (David Baker) für Design of a Novel Globular Protein Fold with Atomic-Level Accuracy, Science, 21. November 2003, S. 1364–1368.
- 2005 David D. Awschalom, Arthur Gossard et al. für Observation of the Spin Hall Effect in Semiconductors, Science, 10. Dezember 2004, S. 1910–1913.
- 2006 Jason R. Petta et al. (Arthur Gossard) für Coherent Manipulation of Coupled Electron Spins in Semiconductor Quantum Dots, Science, 30. September 2005, S. 2180–2184.
- 2007 Hani M. El-Kaderi et al. (Omar Yaghi) für Designed Synthesis of 3D Covalent Organic Frameworks, Science, 13. April 2007, S. 268–272.
- 2008 Anoop Kumar, Jeremy P. Brockes et al. für Molecular Basis for the Nerve Dependence of Limb Regeneration in an Adult Vertebrate, Science, 2. November 2007, S. 772–777.
- 2009 Paul Kalas (John Christ) für Optical Images of an Exosolar Planet 25 Light-Years from Earth, Science, 28. November 2008, S.  1345–1348
- 2009 Christian Marois (René Doyon) et al. für Direct Imaging of Multiple Planets Orbiting the Star HR 8799, Science, 28. November 2008, S. 1348–1352.
- 2010 Richard E. Green, Svante Pääbo et al. (Johannes Krause) für A Draft Sequence of the Neandertal Genome, Science, 7. Mai 2010, S. 653–776.
- 2011 Waseem S. Bakr, Markus Greiner et al. für Probing the Superfluid-to-Mott Insulator Transition at the Single-Atom Level, Science, 30. Juli 2010, S. 547–550.
- 2012 Vincent Mourik, Erik Bakkers, Leo Kouwenhoven et al. für Signatures of Majorana Fermions in Hybrid Superconductor-Semiconductor Nanowire Devices, Science, 25. Mai 2012, S. 1003–1007.
- 2013 Travis A. Jarrell, Scott W. Emmons et al. für The Connectome of a Decision-Making Neural Network, Science, 27. Juli 2012, S. 437–444.
- 2014 Maiken Nedergaard, Lulu Xie et al. für Sleep Drives Metabolite Clearance from the Adult Brain, Science, 18. Oktober 2013, S. 373–377.
- 2015 Bi-Chang Chen, Eric Betzig u. a. für Lattice light-sheet microscopy: Imaging molecules to embryos at high spatiotemporal resolution, Science, 24. Oktober 2014, S. 439.
- 2016 Robert Gütig für Spiking neurons can discover predictive features by aggregate-label learning, Science, 4. März 2016, S. 1041.
- 2017 James M. Eagan, Geoffrey W. Coates u. a. für Combining polyethylene and polypropylene: Enhanced performance with PE/iPP multiblock polymers, Science, 24. Februar 2017, S. 814–816.
- 2018 Juan Yin, Jian-Wei Pan et al. für Satellite-Based Entanglement Distribution Over 1200 kilometers, Science, 16. Juni 2017.
- 2019/20 Abdoulaye Diabate, Raymond J. St. Leger, Brian Lovett et al. für Transgenic Metarhizium rapidly kills mosquitoes in a malaria-endemic region of Burkina Faso, Science, 31. Mai 2019.
- 2021 Keith Bannister et al. für A single fast radio burst localized to a massive galaxy at cosmological distance, Science, 9. August 2019.
- 2022 Timo H. J. Niedermeyer, Susan B. Wilde et al. für Hunting the eagle killer: A cyanobacterial neurotoxin causes vacuolar myelinopathy, Science, 26. März 2021.
- 2023 Simon Stähler et al. für Seismic detection of the martian core. In: Science. 2021, Band 373, Nummer 6553, S. 443–448, doi:10.1126/science.abi7730.
- 2024 William Timothy Treal Taylor et al. für Early dispersal of domestic horses into the Great Plains and northern Rockies. In: Science. 2023, Band 379, Nummer 6639, S. 1316–1323, doi:10.1126/science.adc9691
- 2025[1] Tyler Coale, Valentina Loconte, Jonathan Zehr et al. für Nitrogen-fixing organelle in a marine alga. In: Science. 2024, Band 384, Nummer 6692, S. 217–222, doi:10.1126/science.adk1075